# Echinolaena standleyi
Echinolaena standleyi är en gräsart som först beskrevs av Albert Spear Hitchcock, och fick sitt nu gällande namn av Michael Thomas Stieber. Echinolaena standleyi ingår i släktet Echinolaena och familjen gräs. Inga underarter finns listade i Catalogue of Life.